# Cuadro Ortega
Cuadro Ortega es una localidad ubicada en el distrito Los Campamentos del departamento Rivadavia de la provincia de Mendoza, Argentina. 
Se encuentra sobre la calle Ortega, 2 km al oeste de la localidad de La Florida, con la cual según el INDEC en 2001 se encontraba conurbada. En ella se encuentra la capilla de Gargantini.
Cuenta con una delegación territorial de la Central de Trabajadores Argentinos.